# Гонолек екваторіальний
Гонолек екваторіальний (Laniarius leucorhynchus) — вид горобцеподібних птахів родини гладіаторових (Malaconotidae). Мешкає в Західній та Центральній Африці.

## Поширення і екологія
Екваторіальні гонолеки мешкали в Західній Африці від Сьєрра-Леоне до Того, а також в Центральній Африці від південно-східної Нігерії до північної Анголи, Уганди і Південного Судану. Вони жили в рівнинних вологих тропічних лісах і чагарникових заростях на висоті до 700 м над рівнем моря.